# Karta identyfikacyjna
Karta identyfikacyjna służy do szybkiej identyfikacji właściciela; posiada numer zapisany w postaci kodu kreskowego, na pasku magnetycznym lub w mikroprocesorze. Niektóre karty identyfikacyjne są dodatkowo zabezpieczane kodem PIN bądź innymi metodami weryfikacji tożsamości. Dodatkowymi elementami kart identyfikacyjnych mogą być np. zdjęcie, wzór podpisu etc. Karty identyfikacyjne mogą służyć zarówno jako główna metoda identyfikacji właściciela, jak i metoda dodatkowa, mająca zmniejszyć prawdopodobieństwo oszustwa. Karty identyfikacyjne mają szerokie zastosowanie głównie w bankowości – w praktyce każda karta płatnicza bądź bankomatowa jest kartą identyfikacyjną.